# بوب كلامبيت
روبرت إيمرسن «بوب» كلامبيت (بالإنجليزية: Bob Clampett)‏ ولد وتوفي (8 مايو 1913- 4 مايو 1984) كان رسام كارتون، منتج، مخرج، ومحرك دمى أمريكي، أشهر أعماله كانت لووني تونز وميري ميلوديز لمصلحة وارنر براذرز، وبرامج التلفزيون تايم فور بيني، وبيني آند سيسيل.

## بدايات العمل
أظهر كلامبيت اهتماما بتحريك الدمى وبالرسوم المتحركة في بدايات مراهقته، قام برسم أولى دمى ميكي ماوس لوالت ديزني، وكما يدعي كلامبيت في مقابلاته، أعجب ديزني به ووعده بعمل، إلا أن صغر مساحة العمل منعه من ذلك، وبدلاً من ذلك وجد عملا لدى هارمن-آيزينغ برودكشنز التي كانت تنتج سلسلة لووني تونز وميري ميلوديز. عمل في بداياته في وحدة فريز فريلينغ حتى استطاع أن يرتقي ليكون رساما، في 1935، قام بتصميم أول نجم رئيسي في الاستوديو بوركي بيغ، الذي ظهر في فيلم آي هافنت غوت أ هات من إخراج فريلينغ.
انتقل كلامبيت في السنة نفسها إلى وحدة تيكس أيفري، وطور الاثنان أسلوبا خاصا في الرسوم المتحركة أبعدت وارنر براذرز عن منافسيها، عملا في مبنى خشبي قديم أدركا أنهما ليسا الوحيدين فيه، بل هناك الآلاف من النمل الأبيض فأطلقوا على المبنى اسم «تيرمايت تيراس» (بيت النمل الأبيض)، وهو الاسم الذي أطلقه المعجبون لاحقا على استوديو الرسوم المتحركة بأكمله.
انضم إليهما الرسامون تشاك جونز، فيرجل روس، وسيد سذرلاند، وعملوا بدون أي تدخل في أسلوبهم الخاص في الدعابة، حتى أصر كلامبيت على ليون شليسنجر أن يعطيه فرصة في العمل كمخرج، فقام بإخراج قطعة من عمل المخرج جون إي. براون، ثم قام بالمشاركة في الإخراج مع تشاك جونز لعروض بوركي بيغ التي ينتجها أب آيويركس، والذي لم يقم بذكر اسميهما في أعماله.
تمت ترقية كلامبيت إلى مخرج عام 1937، بدأت أعماله تعرف بالعنف الشديد والبعد الكلي عن الطبيعة، كما كانت الشخصيات على يديه «مطاطية» التشكل وتتصف بالحمق من بين بقية المخرجين، ظهر تأثره بالفنان الإسباني سالفادور دالي في أعماله مثل بوركي إن واكيلاند (1938). خلال السنوات التسع التالية، قدم كلامبيت أطرف الرسوم المتحركة وأكثرها عنفا وبذاءة، مثل باغز باني غتس ذا بويد، أ تايل أوف تو كيتيز، أ كورني كونسيرتو، كول بلاك آند دي سيبن دوارفس، راشن رابسودي، ذا غريت بيغي بانك رابري، وذا بيغ سنووز آخر أعماله مع الاستوديو، وبها قام بقية المخرجين بالخروج عن تأثير ديزني في الرسوم والدخول في منطقتهم الخاصة التي يعرفون بها الآن.
عندما غادر أيفري عام 1941، تولى قيادة وحدته كلامبيت، بينما تولى نورمان مككايب وحدته كلامبيت السابقة، أكمل كلامبيت ما تبقى من أعمال أيفري غير المكتملة، عندما غادر مككايب إلى الجيش، أعيد فرانك تاشلين إلى منصبه كمخرج، بينما تلك الوحدة سلمت لاحقا إلى روبرت مككمسون، كلامبيت نفسه غادر الاستوديو في 1946، ليتولى قيادة وحدته آرثر دايفس، ذكر دايفس أن كلامبيت طرده إيدي سيلزر، الذي لم يكن متساهلا بالطريقة التي كان شليسنجر عليها.

## أعمال متأخرة
عمل كلامبيت لفترة في سكرين جيمز، ثم قسم الكارتون في كولومبيا بكشرز ككاتب ومبتكر مقالب، في 1949 نقل كلامبيت اهتماماته إلى التلفزيون، حيث أنتج برنامج الدمى تايم فور بيني، الذي نال به ثلاث جوائز إيمي. وأنتج برنامج ثندربولت ذا ووندركولت (1952)، وأخرج ويللي ذا ولف (1954)، وأنتج بوفالو بيلي، ثم عُيِّن من قبل أسوشييتد آرتستس برودكشنز a.a.p لتصنيف مكتبة عروض لووني تونز وميري ميلوديز ما قبل أغسطس 1948 التي اشترتها من وارنر براذرز، كما وأنتج عرض الدمى لتلفزيون ABC بيني آند سيسيل (1959).
في سنواته الأخيرة، دعي كلامبيت لإقامة الندوات والمحاضرات في تاريخ الرسوم المتحركة، وشارك في الوثائقي باغز باني: سوبرستار، الذي يعد أول عمل يوثق تاريخ كارتون وارنر براذرز، مجموعة كلامبيت من الرسوم والأفلام والتذكارات من ما يسمى العصر الذهبي للرسوم المتحركة كانت أسطورية، قدمت كل ما يجري خلف كواليس صناعة الكارتون.
مات كلامبيت بسبب جلطة قلبية في 4 مايو 1984 قبل أربعة أيام من ذكرى ميلاده الحادي والسبعين.

## مسائل
رغم مساهمات كلامبيت غير القابلة للشك فيها في الرسوم المتحركة لدى وارنر براذرز، يعترض زملاؤه عليه بكونه «متعال وقح يثير سخط زملائه في وارنر في السنوات الأخيرة بادعائه نسب ما لا يخصه»، تشاك جونز لم يعجب بكلامبيت ولم يذكره في فيلمه ذا باغز باني/رود رنر موفي (حيث سرد جونز اسمه وزملائه مخرجي وارنر) أو حتى في كتابه تشاك أماك. بعض تحفظ جونز عائد إلى كون كلامبيت الفتى الذهبي في الاستوديو حيث كانت أمه مقربة من المنتج ليون شليسنجر، ما جعل الأخير يتغاضى عن تجاوزات أو تقصير كلامبيت. إضافة إلى ذلك، ميل بلانك (ممثل الأصوات الأول في وارنر براذرز والذي عمل مع كلامبيت سابقا) اتهم كلامبيت «بالأنانية ونسب كل العمل له». كلامبيت ظل باستمرار يصف نفسه بمخترع باغز باني، مضيفا ملحوظته الصغيرة بكونه من استعمل مشهد كلارك غابل في تناول الجزر في فيلم إت هابند ون نايت كمصدر فكرة لاختراعه.
على كل بنظرة على عروض باغز باني الأولى في نهايات الثلاثينات وبدايات الأربعينات، يجد الناظر أن الشخصية لم تخترع في مرة واحدة، بل تطورت تدريجيا كشخصية وصوت وتصميم طيلة سنوات متعددة بجهود تيكس أيفري، تشاك جونز، فريز فريلينغ، كال دالتون، بين "باغز" هارداواي، روبرت مككمسون الأب، ميل بلانك، وبالإضافة إلى مساهمة كلامبيت.
بالمقابل، وجد من زملائه الآخرين في وارنر براذرز مثل تيكس أيفري، ومخرج الموسيقى كارل ستالينغ من وقف بجانب كلامبيت في النقاش الذي دار في الستينات والسبعينات حول صناعة الكارتون.

## قراءات متقدمة
- بارير، مايكل. (1999). هوليوود كارتونز: أميريكان أنيميشن إن إتس غولدن أيج. أوكسفورد: أوكسفورد يونيفرسيتي برس ISBN 0-19-503759-6.
- مالتن، ليونارد. (1980). أوف مايس آند ماجيك: أهيستوري أوف أميريكان أنيميتد كارتونز. نيويورك: مكغرو-هيل. ISBN 0-07-039835-6.

## وصلات خارجية
- بوب كلامبيت على موقع IMDb (الإنجليزية)
- بوب كلامبيت على موقع الموسوعة البريطانية (الإنجليزية)
- بوب كلامبيت على موقع روتن توميتوز (الإنجليزية)
- بوب كلامبيت على موقع ألو سيني (الفرنسية)
- بوب كلامبيت على موقع ميوزك برينز (الإنجليزية)
- بوب كلامبيت على موقع تيرنر كلاسيك موفيز (الإنجليزية)
- بوب كلامبيت على موقع أول موفي (الإنجليزية)
- بوب كلامبيت على موقع قاعدة بيانات برودواي على الإنترنت (الإنجليزية)
- بوب كلامبيت على موقع قاعدة بيانات الأفلام السويدية (السويدية)
- بوب كلامبيت على موقع قاعدة بيانات الفيلم (الإنجليزية)
- موقع Senses of Cinema: Great Directors Critical Database
- مجموعة استوديو كلامبيت
- على جزيرة صحراوية مع....بوب كلامبيت
- لقاء مايكل بارير مع بوب كلامبيت
- مقالة ميلت غراي عن بوب كلامبيت